# Домаславиці (Нижньосілезьке воєводство)
Домаславиці (пол. Domasławice) — село в Польщі, у гміні Твардоґура Олесницького повіту Нижньосілезького воєводства.
Населення — 336 осіб (2011).
У 1975-1998 роках село належало до Вроцлавського воєводства.

## Демографія
Демографічна структура станом на 31 березня 2011 року:
|          | Загалом | Допрацездатний вік | Працездатний вік | Постпрацездатний вік |
| -------- | ------- | ------------------ | ---------------- | -------------------- |
| Чоловіки | 176     | 31                 | 134              | 11                   |
| Жінки    | 160     | 27                 | 100              | 33                   |
| Разом    | 336     | 58                 | 234              | 44                   |